# Zaanstraat
De Zaanstraat is een straat in de Spaarndammerbuurt in Amsterdam-West. 
Tot 1877 was het gebied onderdeel van de gemeente Sloten maar werd dat jaar geannexeerd door Amsterdam en kreeg bij een raadsbesluit van 1 februari 1888 de naam Houtrijkkade. Op 2 september 1913 werd een deel van de Houtrijkkade vernoemd in Zaanstraat, vernoemd naar de rivier de Zaan, en een ander gedeelte in Wormerveerstraat.
De straat loopt vanaf de Spaarndammerstraat in noordwestelijke richting evenwijdig aan de vroegere spoorlijn naar de Hembrug, die in 1983 buiten dienst werd gesteld. Sindsdien grenst alleen het emplacement van de Lijnwerkplaats Zaanstraat nog aan de gelijknamige straat. Tussen de Zaandijkstraat en het Westerpark is onder het spoor een fiets- en voetgangerstunnel met een muurschildering.
Langs de straat staan diverse monumentale woningbouwblokken, waarvan het meest bekende Het Schip is. Ook het blok rond de Zaanhof grenst aan de Zaanstraat.
Aan het noordelijk eind van de Zaanstraat begint het kunstwerk Kindlint Haasje Over van Margot Berkman en Eline Janssens, een lint van gedecoreerde stoeptegels die een veilige route voor kinderen aangeven tot aan de Zaandijkstraat. In het zuidelijke deel staat een gemeentegirobrievenbus ontworpen door Anton Kurvers in de stijl van de Amsterdamse School.;
In het westen aan de Spaarndammerdijk bevinden zich het WestCord Art Hotel Amsterdam en het openluchtzwembad het Brediusbad naast de lijnwerkplaats van de spoorwegen.
Van 27 mei 1926 tot 7 december 1931 was de standplaats van bus F in de Zaanstraat bij de Hembrugstraat  en van 5 december 1968 tot 14 december 2015 de standplaats van bus 12, sinds 1975 bus 22. Hier stond een monumentale abri.

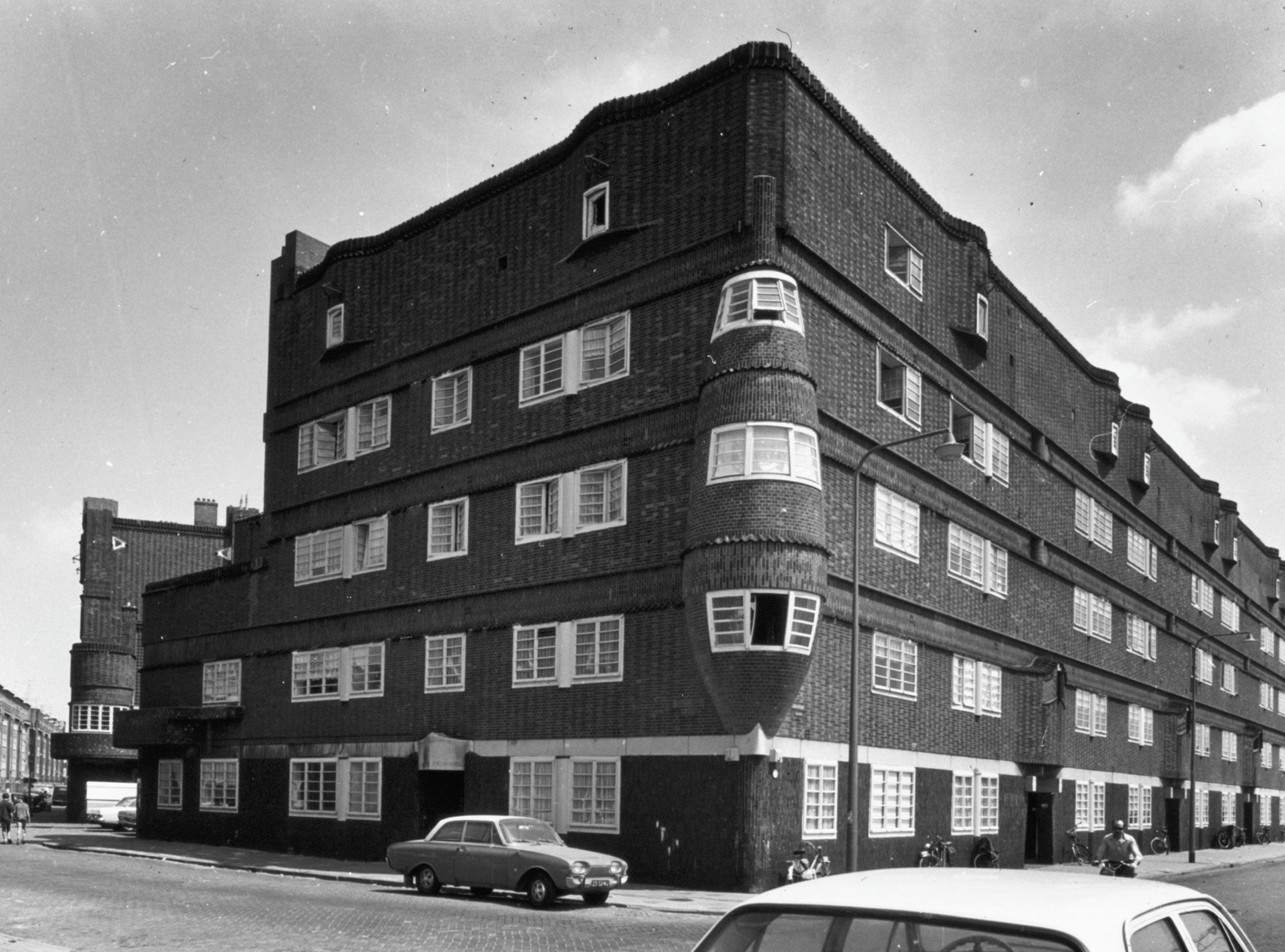
Het Schip, Zaanstraat hoek Hembrugstraat.
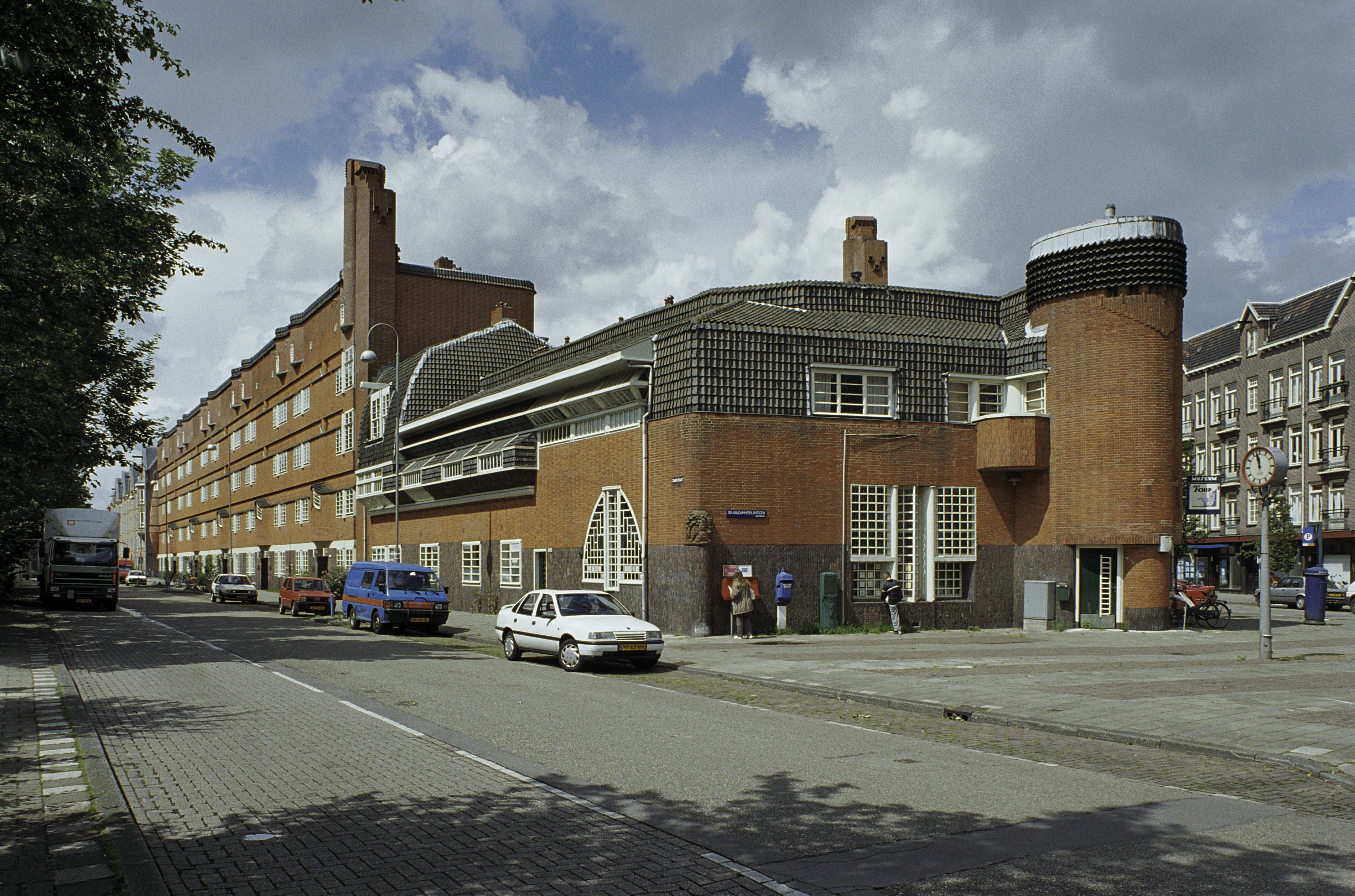
Het Schip, Zaanstraat hoek Spaarndammerplantsoen.
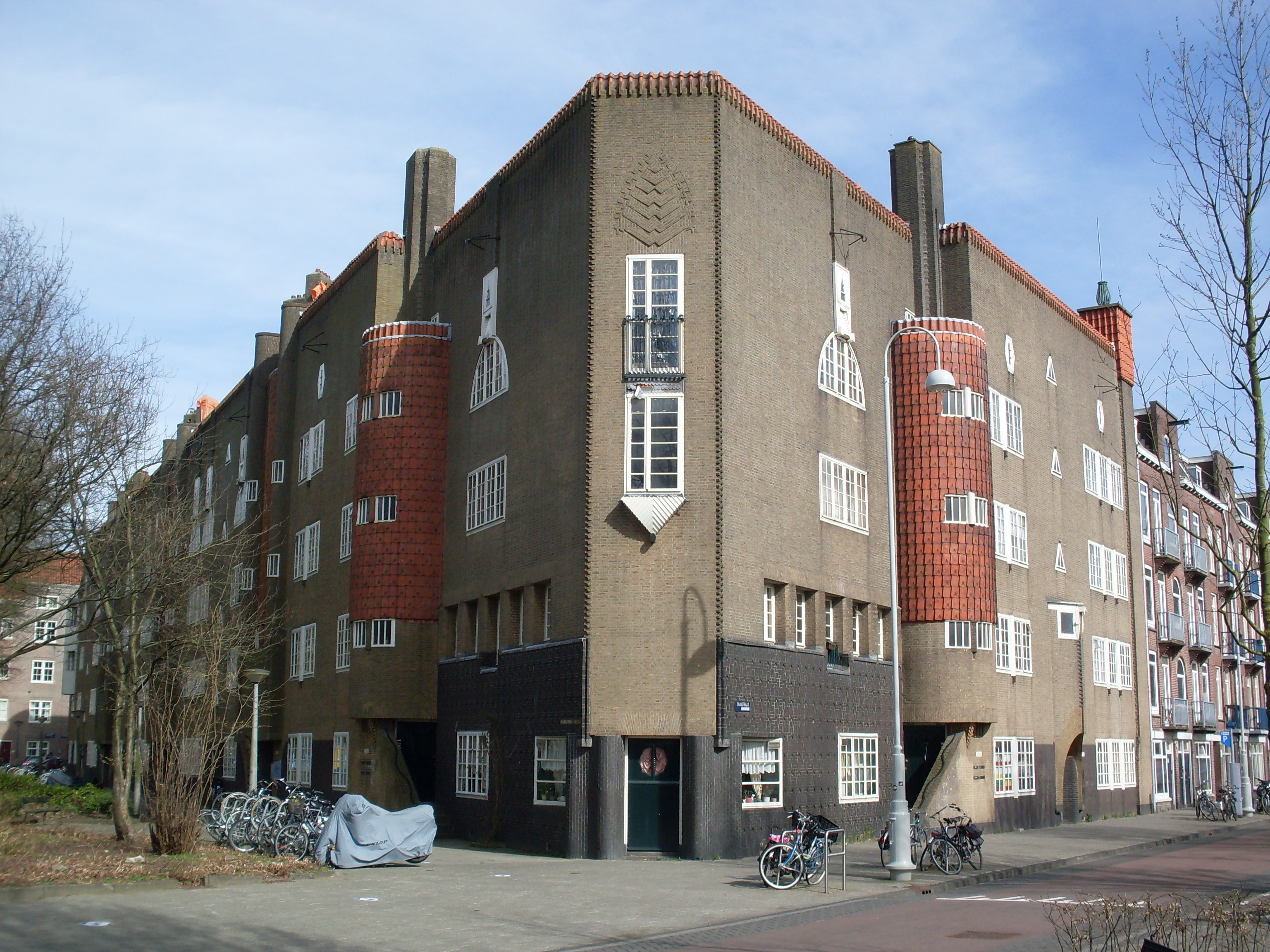
Woningen aan de Zaanstraat hoek Spaarndammerplantsoen.
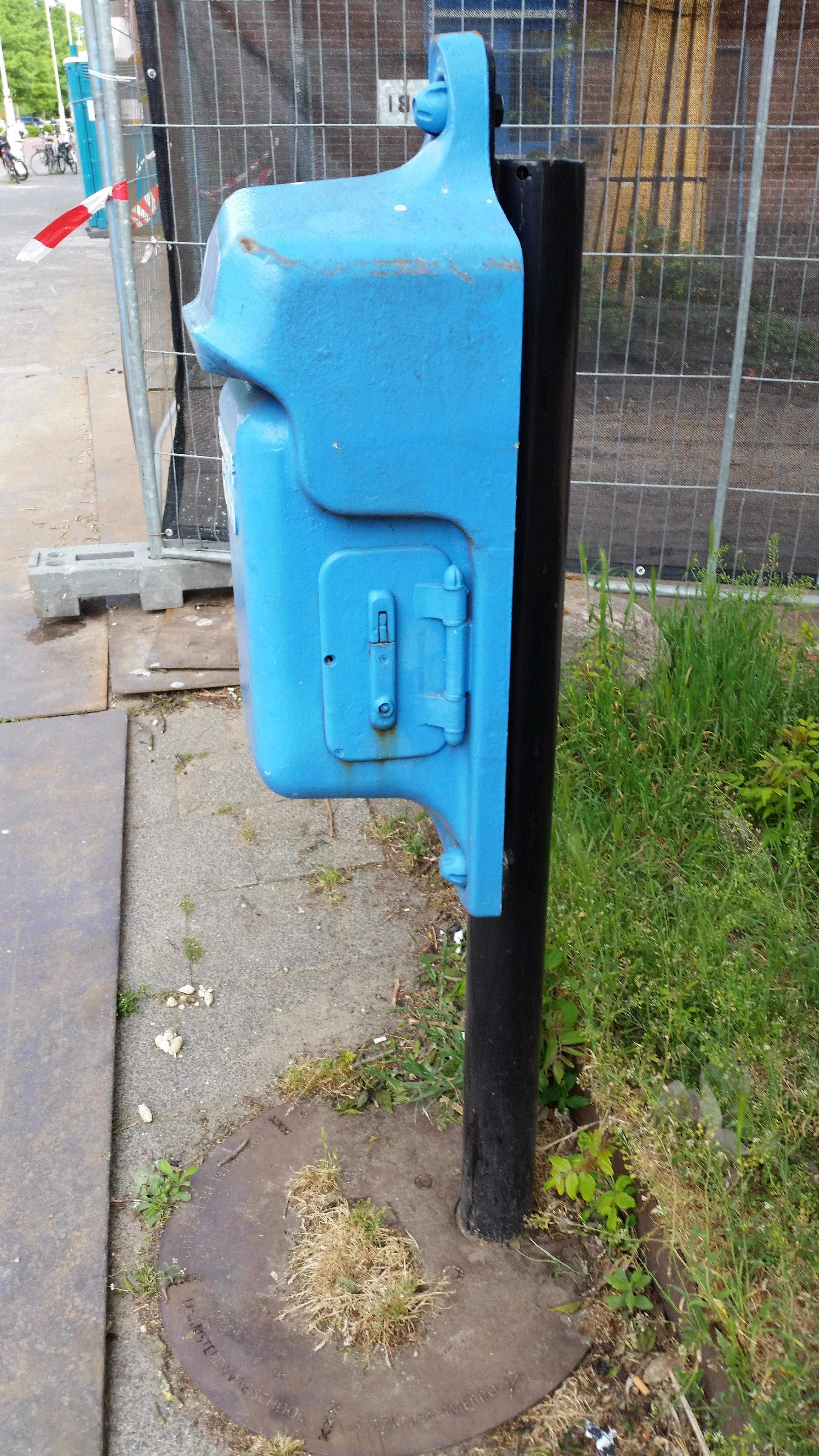
Gemeentegirobus (mei 2020).